# Малоритский сельсовет
Малори́тский сельсове́т (белор. Маларыцкі сельсавет) — упразднённая административная единица на территории Малоритского района Брестской области Белоруссии.

## История
Образован 2 марта 1998 года в составе Малоритского района Брестской области.
6 октября 2013 года Малоритский сельсовет упразднён. Населённые пункты Гороховище, Збураж, Карпин включены в состав Олтушского сельсовета; населённые пункты Замшаны, Толочно — в состав Хотиславского сельсовета.

## Состав

— Населённые пункты Малоритского сельсовета

Малоритский сельсовет включал 5 населённых пунктов:
- Гороховище — деревня.
- Замшаны — деревня.
- Збураж — деревня.
- Карпин — деревня.
- Толочно — деревня.